# بيستمارك
 بيستمارك  شركة مغرببة متخصصة في الأجهزة الإلكترونية.

## نظرة عن الشركة
تأسست بيستمارك سنة 1993 وهي شركة تابعة لمجموعة بيست كابيتال إنفست، وفي 2015 كانت الشركة تملك حوالي 200 نقطة بيع موزعة على 10 مدن مغربي.